# Ochsenbruch (Hunsrück)

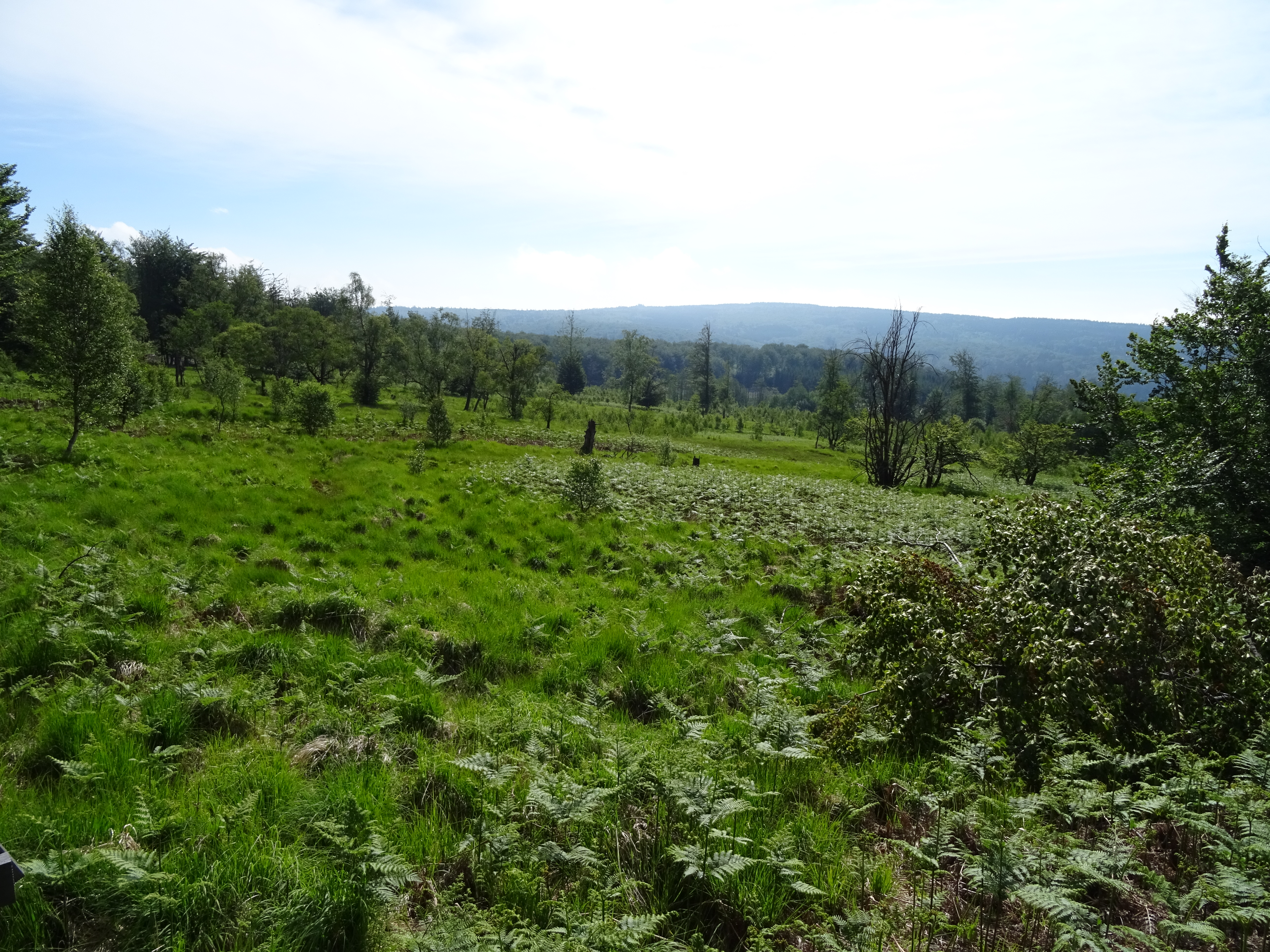
Ochsenbruch (2020)

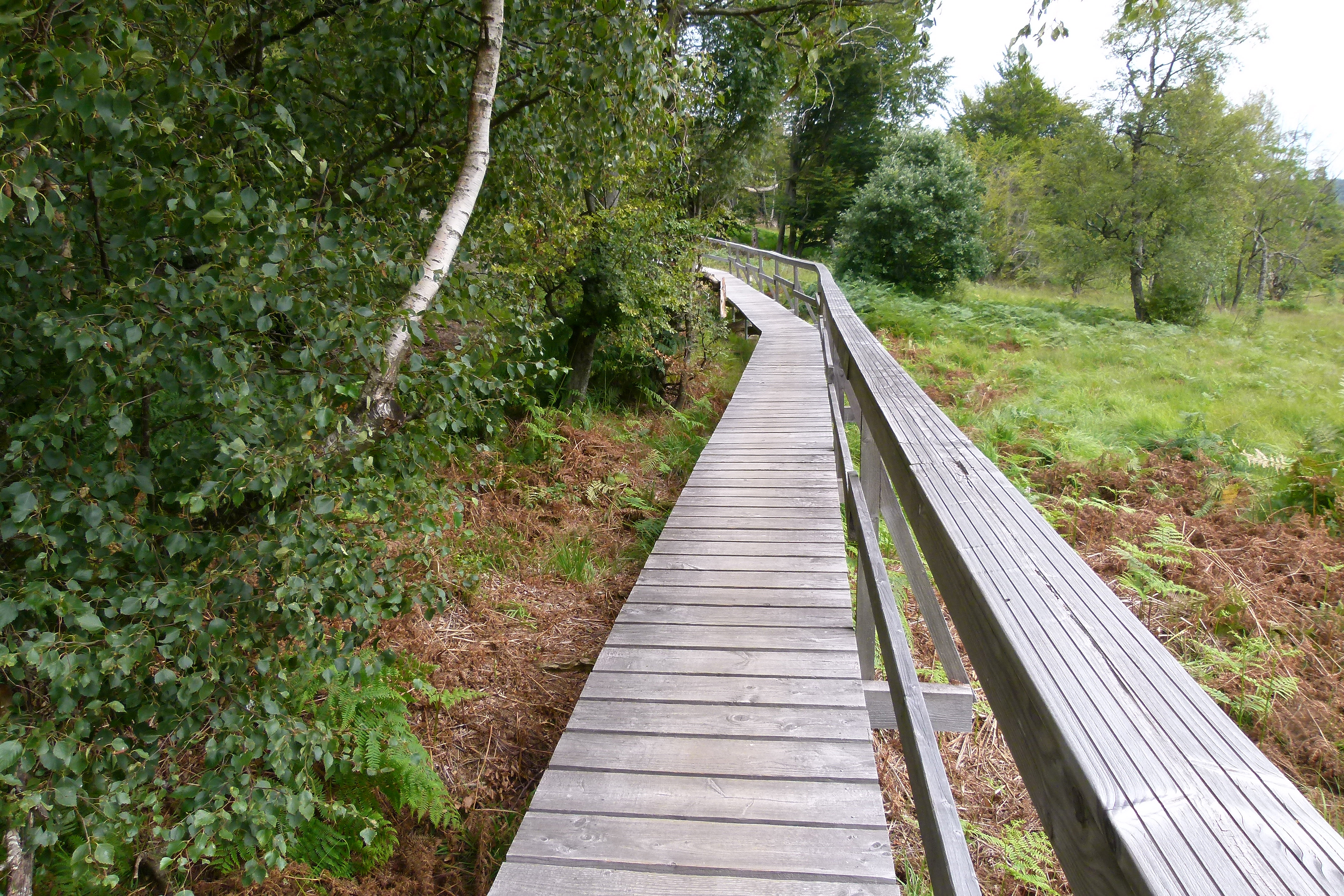
Steg im Ochsenbruch

Das Naturschutzgebiet Ochsenbruch liegt im Landkreis Birkenfeld in Rheinland-Pfalz und ist Teil des Nationalparks Hunsrück-Hochwald.
Das etwa 48 ha große Gebiet, das im Jahr 1979 unter Naturschutz gestellt wurde, erstreckt sich nordwestlich der Ortsgemeinde Börfink. Südlich des Gebietes verläuft die Landesstraße L 165. Im Gebiet erhebt sich der 762,7 m hohe Ruppelstein.
Schutzzweck ist die Erhaltung des Feuchtgebietes mit seinen Wasser- und Moorflächen als Standort zahlreicher seltener Pflanzen. Der Saar-Hunsrück-Steig führt über einen Bohlenweg durch den nordwestlichen Zipfel des Gebiets.